# 牙仙

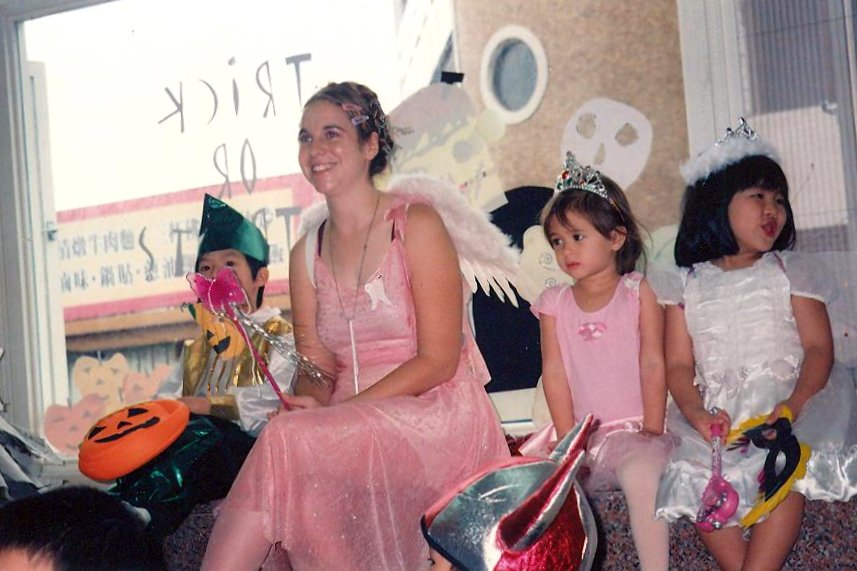
一个打扮成牙仙的女人

牙仙（Tooth Fairy）是歐美等西方國家傳說中的妖精。根据这个传说，当孩子们的乳牙脱落后，他们应该把它放在枕头下面或床头櫃上，牙仙在他们睡觉的时候会带走这颗牙齿，并给孩子留下一点钱。作為西方的傳說妖精，牙精不時被用作電影或電視題材，近年相關電影有夢工場製作的《捍衛聯盟》、二十世纪福克斯电影公司製作的《牙仙大帝》、法国电视动画片《鼠仙王國》（Tales of the Tooth Fairies）。